# Dörentrup
Dörentrup [ˈdœːɐntʁʊp] ⓘ ist eine Gemeinde im Nordosten Nordrhein-Westfalens. Mit 7528 Einwohnern ist Dörentrup die bevölkerungsärmste Kommune des Kreises Lippe.
Das Gemeindegebiet zählt naturräumlich zum Lipper Bergland. Bewaldete Kuppen und intensiv landwirtschaftlich genutzte Täler prägen das Landschaftsbild. Größter Fluss ist die das Gemeindegebiet von Ost nach West durchziehende Bega. Dörentrup liegt im Naturpark Teutoburger Wald/Eggegebirge. Schwelentrup und Hillentrup sind Erholungsorte mit Kurpark.
Schloss Wendlinghausen wurde zu Beginn des 17. Jahrhunderts von Hilmar von Münchhausen erbaut und ist eines der schönsten Schlösser im Stil der Weserrenaissance. Wichtigster Wirtschaftszweig ist der Dienstleistungssektor, insbesondere der Tourismus, jedoch pendeln viele Arbeitnehmer in nahe Städte wie Lemgo und Bielefeld.

## Geographie

### Geographische Lage

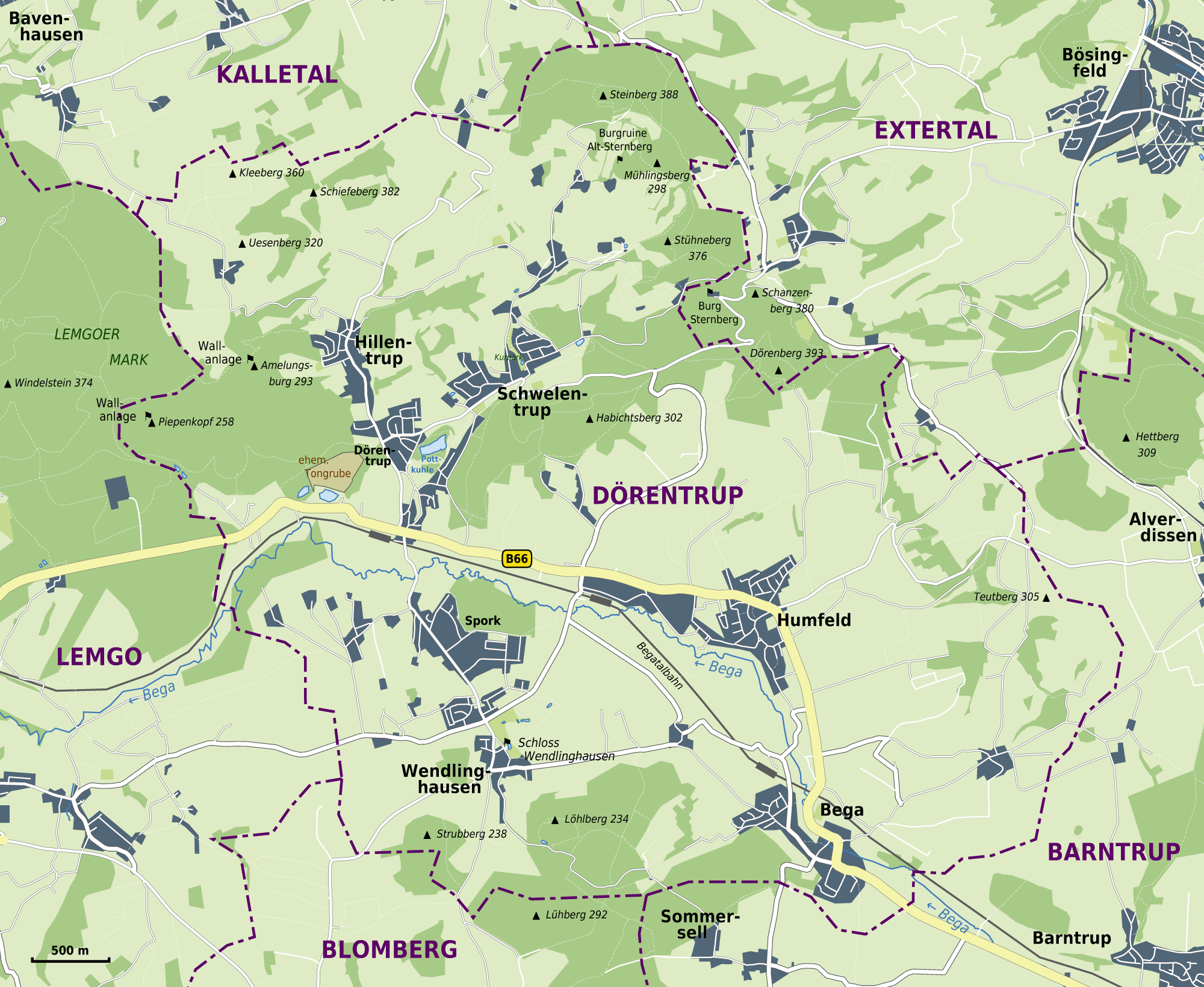
Übersichtskarte

Dörentrup liegt im Nordosten Nordrhein-Westfalens und im Osten Ostwestfalen-Lippes bzw. des Regierungsbezirks Detmold. Die Gemeinde hat sich der Region Nordlippe angeschlossen. Die größte Nachbarstadt ist die ehemalige Kreisstadt Lemgo, die rund 7 km westlich liegt. Die Kreisstadt Detmold am Teutoburger Wald liegt rund 18 km südwestlich. Die nächste Großstadt Bielefeld liegt rund 35 km westlich.
Naturräumlich zählt das Gemeindegebiet vollständig zum Lipper Bergland, einem Teilraum des Weserberglandes. Das Lipper Bergland präsentiert sich im Gemeindegebiet als stark durchschnittenes Hügelland. Die Kuppen sind bewaldet, die Täler werden intensiv landwirtschaftlich genutzt. Die Weser verläuft rund 20 Kilometer nördlich der Gemeindegrenze. Größter Fluss im Gemeindegebiet ist die in westliche Richtung fließende Bega. Wichtigste Nebengewässer der Bega sind der von Norden kommende Hillbach sowie der Diebkebach, der von Süden kommend der Bega zufließt. Nördlich der Bega und südlich des Ortsteils Hillentrup befindet sich ein als Pottkuhle bezeichneter See, der mit rund 2,9 ha das größte Stillgewässer der Gemeinde ist.
Der tiefste Punkt der Gemeinde liegt im Westen Dörentrups im Begatal mit 116 m ü. NN. Die höchste Erhebung ist der Steinberg bei Schwelentrup im Nordosten der Gemeinde mit 387 m ü. NN. Bis 1992 unterhielt die NATO eine Raketenabwehrstellung auf dem Gipfel, in dessen Nähe sich mehrere Hügelgräber befinden. Der ebenfalls im Kalten Krieg militärisch genutzte Gipfel des Dörenbergs (387 m ü. NN) liegt knapp jenseits der Gemeindegrenze, die an der Südflanke des Berges bis auf 366 m ü. NN verläuft. Das Gemeindegebiet liegt vollständig im Naturpark Teutoburger Wald/Eggegebirge, wird von den beiden Gebirgen jedoch nicht berührt.

### Geologie

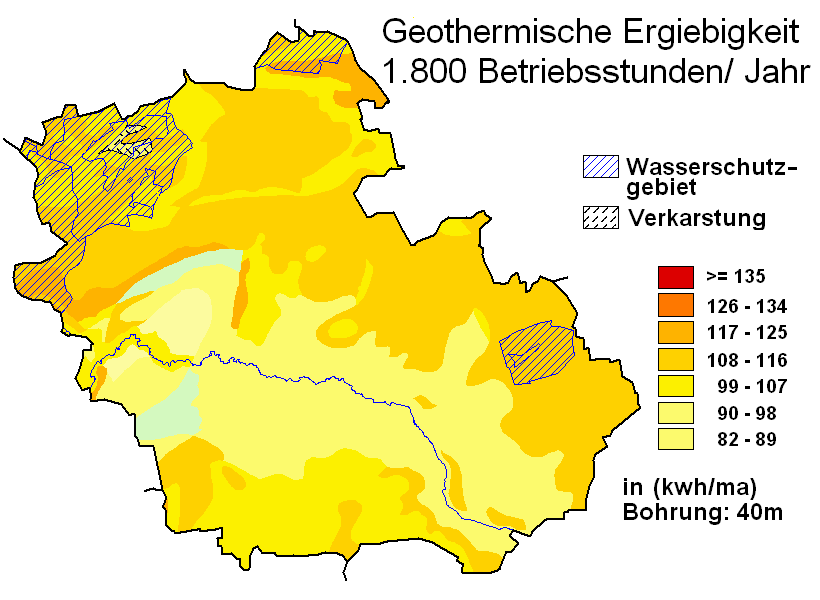
Geothermische Ergiebigkeit des Gemeindegebiets

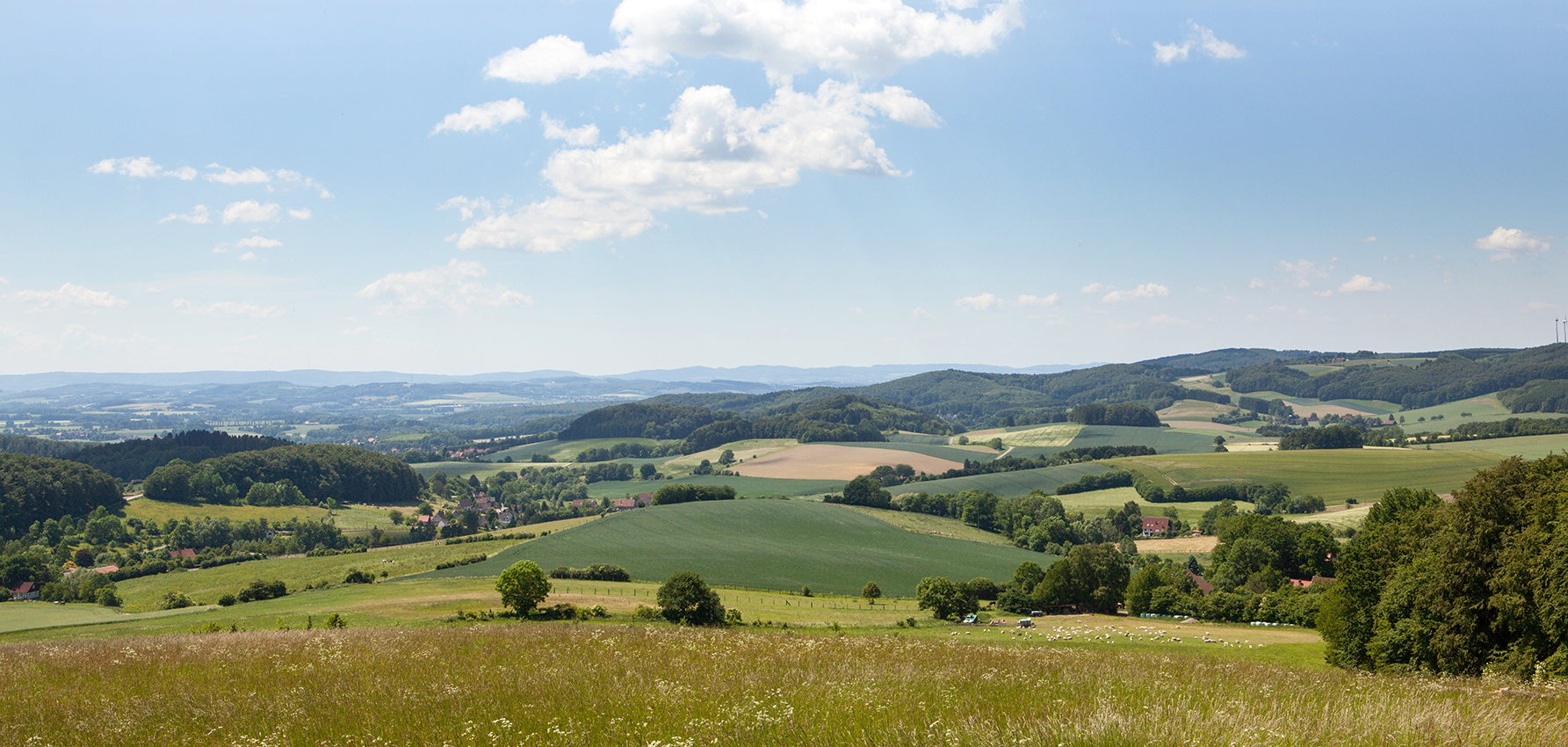
Blick vom Steinberg bei Schwelentrup Richtung Südwesten

Der Untergrund Dörentrups gehört zum Lippischen Keuper-Gebiet und besteht aus Festgesteinen, die sich im Trias vor 240 bis 210 Millionen Jahren aus Meeres- und Flussablagerungen bildeten. Zu beiden Seiten des Tals der Bega haben sich auf den Bergrücken graue bis braunrote Ton-, Mergel- und Sandsteine gebildet. Am Kleeberg, südlich und westlich von Krubberg und nördlich von Schwelentrup, befinden sich Kalksteine des Oberen Muschelkalks. Sehr häufig sind in diesen Gesteinen Versteinerungen von Meerestieren wie Kopffüßern und Seelilien zu finden. Am Schiefeberg kommen die ältesten Gesteine des Gemeindegebiets vor, das aus dem Mittleren Muschelkalk stammende graue und gelbbraune Mergel- und Dolomitgestein.
Der tiefere Untergrund besteht aus Sand-, Ton- oder Kalkstein des Buntsandsteins und des Erdaltertums. Im Bereich von Neuenkamp kommen Sande des Tertiärs mit mehreren Flözen aus Braunkohle vor. Sie füllen dort trichterförmige Hohlformen auf, die durch Erdfälle verursacht wurden. Diese Sande gehören zu den hochwertigsten in Europa und wurden wegen ihrer Reinheit bis 1970 für die Glasherstellung abgebaut.
In der Ebene des Begatals und in den Nebentälern ist der Festgesteinsuntergrund mit Lockergesteinen des Eiszeitalters und Löss überdeckt. Unter dem Löss befinden sich Reste einer Grundmoräne.
Zwar sind die klüftigen Kalksteine und die Sand-, Ton- und Mergelsteine des Trias gute Grundwasserleiter, aber für die Trinkwasserversorgung im Gemeindegebiet haben nur die zum Teil verkarsteten Kalksteine des Oberen Muschelkalks Bedeutung. Der Rotenbach und weitere kleine Fließgewässer im Ortsteil Hillentrup entspringen aus ergiebigen Quellen in diesen Gesteinen.
Mehr als die Hälfte des Gemeindegebietes wird landwirtschaftlich genutzt. Dabei sind die fruchtbarsten Ackerböden in den mächtigen Lösslehmen zu finden, die zu beiden Seiten der Bega liegen und bis zu zwei Kilometer breit sind. Dort sind Parabraunerden entstanden, die sehr gut bearbeitbar sind, viel Wasser speichern und viele Nährstoffe binden können. Vorrangig in ebenen Lagen und insbesondere im Gebiet von Spork kommt es zum Teil durch Tonanreicherung in den unteren Bodenbereichen auch zur Bildung von Pseudogleyen. Auf den Gesteinen des Keupers haben sich Braunerden entwickelt. Als Grünland werden die Grundwasserböden in den Tälern genutzt.

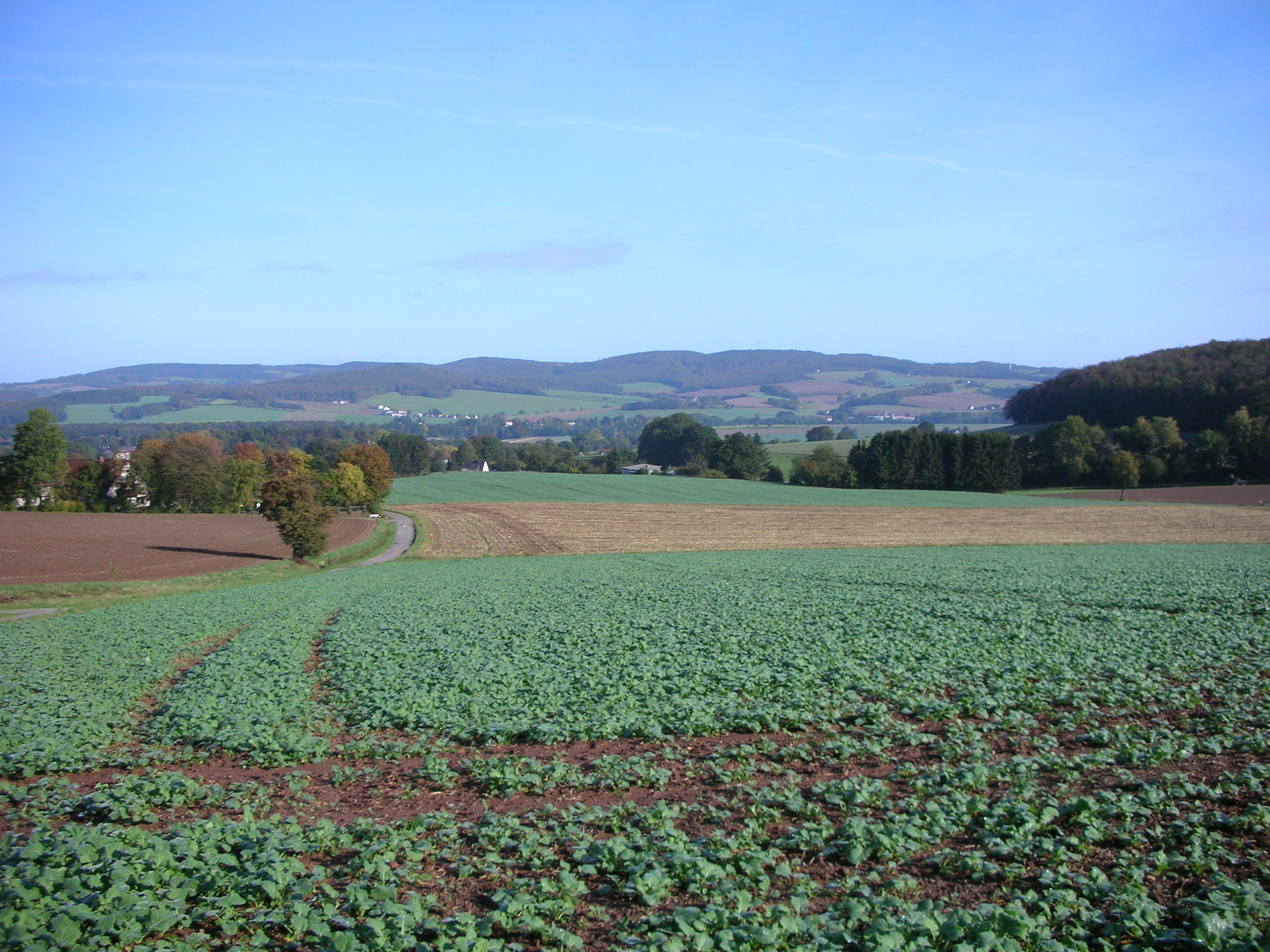
Blick über das Tal der Bega zum Dörenberg

Dörentrup eignet sich im Tal der Bega mittelmäßig, in einem Gebiet westlich von Sporkholz und in einem halbmondförmigen Streifen von Hillentrup in Richtung Schwelentrup nicht und sonst gut bis sehr gut zur Nutzung von geothermischen Wärmequellen mittels Erdwärmesonden und Wärmegewinnung durch Wärmepumpenheizungen (vgl. dazu die nebenstehende Karte).

### Ausdehnung und Nutzung des Gemeindegebiets
Die als Große Landgemeinde klassifizierte Gemeinde erstreckt sich über eine Fläche von 49,79 km². Das Gemeindegebiet hat eine maximale Ausdehnung in Ost-West-Richtung von ca. 9,8 und in Nord-Süd-Richtung von etwa 8,5 km. Im Landesvergleich weist das Gemeindegebiet nur wenige bebaute Flächen und eine überdurchschnittliche landwirtschaftliche Nutzung auf. Die genauen Flächennutzungsanteile sind aus folgender Tabelle ersichtlich:
| Fläche nach Nutzungsart | Landwirt- schafts- fläche | Wald- fläche | Gebäude-, Frei- und Betriebsfläche | Verkehrs- fläche | Wasser- fläche | Sport- und Grünfläche | sonstige Nutzung |
| ----------------------- | ------------------------- | ------------ | ---------------------------------- | ---------------- | -------------- | --------------------- | ---------------- |
| Fläche in km²           | 30,84                     | 12,78        | 3,70                               | 1,81             | 0,22           | 0,41                  | 0,05             |
| Anteil an Gesamtfläche  | 61,94 %                   | 25,67 %      | 7,43 %                             | 3,64 %           | 0,44 %         | 0,82 %                | 0,10 %           |

### Nachbargemeinden
Dörentrup grenzt, im Uhrzeigersinn beginnend im Norden, an die Gemeinden Kalletal und Extertal sowie an die Städte Barntrup, Blomberg und Lemgo, die alle im Kreis Lippe liegen.

### Gemeindegliederung
Dörentrup ist in fünf Ortsteile gegliedert, die im Gebietszuschnitt annähernd den fünf Gemeinden entsprechen, die im Zuge der kommunalen Neuordnung 1969 zur Gemeinde Dörentrup vereinigt wurden. Der namensgebende Ort Dörentrup ist ein Teil des größten Ortsteils Hillentrup.
| Ortsteil                                                 | Fläche km² | Einwohner Stand: 31. Dezember 2000 |
| -------------------------------------------------------- | ---------- | ---------------------------------- |
| Bega (mit Sibbentrup)                                    | 06,76      | 1392                               |
| Hillentrup (mit Dörentrup, Spork und Krubberg)           | 13,26      | 3574                               |
| Humfeld                                                  | 07,96      | 1806                               |
| Schwelentrup                                             | 12,46      | 1638                               |

Ortsteile von Dörentrup

| Wendlinghausen (mit den Weilern Betzen und Stumpenhagen) | 09,35      | 0938                               |

### Klima
Das Gemeindegebiet von Dörentrup gehört zum maritimen Klimabereich Nordwestdeutschlands. Die Winter sind unter atlantischem Einfluss meist mild, die Sommer mäßig warm und die Niederschläge relativ gleichmäßig verteilt. Die Jahresdurchschnittstemperatur beträgt etwa 8,6 °C. Die Jahresdurchschnittstemperatur in der geschützten Begatalung liegt leicht darüber bei etwa 9 °C. Die Lage der Gemeinde auf der Leeseite (östlich) des Teutoburger Waldes und des Eggegebirges lässt die jährliche Niederschlagsmenge in Dörentrup wesentlich geringer als in diesen Höhenzügen ausfallen. Innerhalb der Gemeinde fallen die Niederschläge besonders im südwestlichen Begatal besonders gering aus. Die Berge des Lipper Berglandes führen dagegen bedingt durch lokalen Steigungsregen zu leicht höheren Niederschlagsmengen besonders im Nordosten der Gemeinde.
Außer Niederschlagsdaten sind keine weiteren Klimadaten für Dörentrup verfügbar, daher werden im Folgenden die Temperatur- und Sonnenscheindaten des etwa 17 km entfernten Schieder-Schwalenberg herangezogen. Schieder-Schwalenberg liegt in vergleichbarer naturräumlicher Lage und Höhe wie Dörentrup.
|                        | Jan | Feb | Mär | Apr | Mai  | Jun  | Jul  | Aug  | Sep  | Okt | Nov | Dez |   |     |
| Mittl. Temperatur (°C) | 0,4 | 0,9 | 3,9 | 7,6 | 12,3 | 15,4 | 16,8 | 16,5 | 13,3 | 9,5 | 4,6 | 1,6 | ⌀ | 8,6 |
|                        |     |     |     |     |      |      |      |      |      |     |     |     |   |     |
| Niederschlag (mm)      | 70  | 52  | 52  | 48  | 56   | 68   | 100  | 97   | 58   | 61  | 59  | 72  | Σ | 793 |
|                        |     |     |     |     |      |      |      |      |      |     |     |     |   |     |
| Sonnenstunden (h/d)    | 0,9 | 1,9 | 3,1 | 4,7 | 6,1  | 6,2  | 5,8  | 5,9  | 4,2  | 2,9 | 1,1 | 0,7 | ⌀ | 3,6 |

|  |

|  |

|  |

|  |

|  |

|  |

|  |

|  |

|  |

|  |

|  |

|  |

|  |

|  |

|  |

|  |

|  |

|  |

|  |

|  |

|  |

|  |

|  |

|  |

## Geschichte

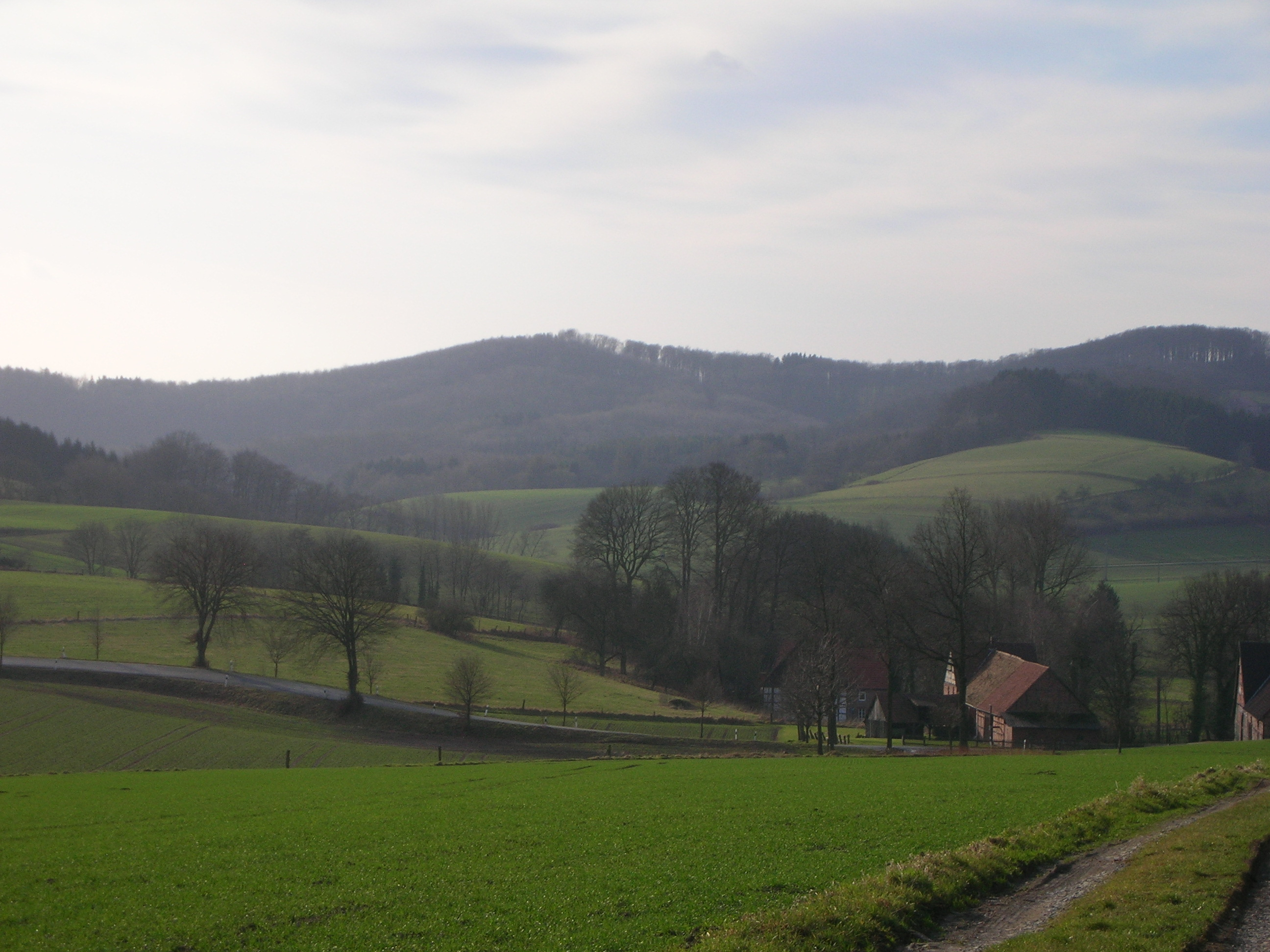
Teil der Dörentruper Bauerschaft Krubberg mit der Amelungsburg im Hintergrund

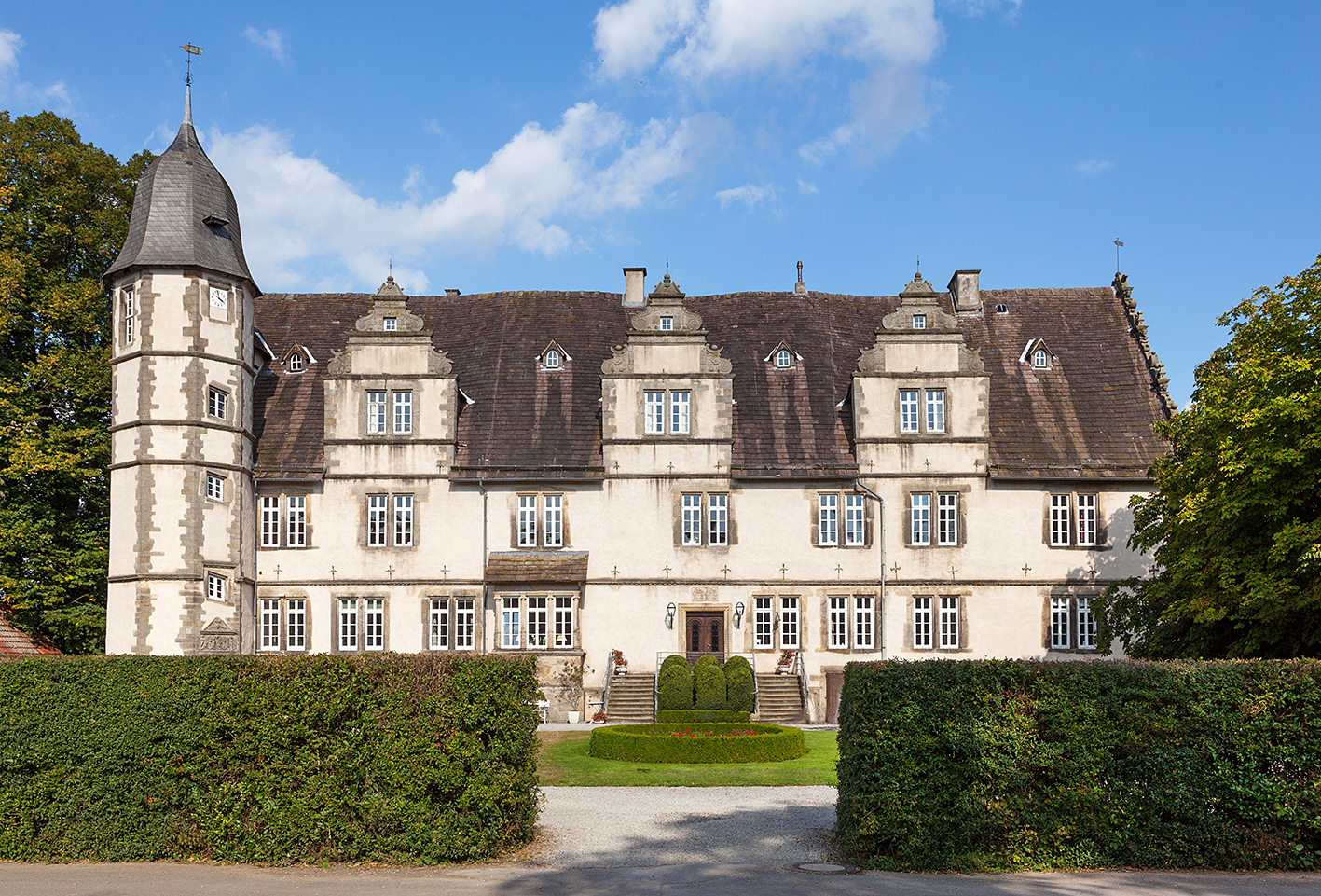
Schloss Wendlinghausen

### Vorgeschichte und Mittelalter
Vorgeschichtliche Hügelgräber und Funde aus der Steinzeit im Humfelder Becken lassen vermuten, dass diese Gegend altes Siedlungsland war. Bei Hillentrup weisen Überreste der etwa sieben Hektar großen latènezeitlichen Befestigungsanlage Piepenkopf und eine vermutlich zugehörige ehemalige Warte auf der Kuppe der benachbarten Amelungsburg auf eine frühe Besiedlung hin. Das Gebiet wurde schon im ersten Jahrtausend n. Chr. durch wichtige Fernwege erschlossen, so zum Beispiel durch eine Route, die aus dem Ravensberger Land kommend über Herford, Lemgo, Humfeld, Alverdissen in den Raum Hameln/Pyrmont führte. Eine zweite Route verband Blomberg mit der Weser im Norden und kreuzte bei Dörentrup den anderen Fernweg. Die frühgeschichtlichen Fernwege sind allerdings erheblich älter als die Siedlungen, die erstmals im 13. Jahrhundert urkundlich erwähnt wurden.
Die Gegend um Dörentrup gehörte bis zum Ende des 12. Jahrhunderts zur Grafschaft Schwalenberg. Um 1185 setzte deren allmählicher Niedergang ein. Zwischenzeitlich konnte auch eine Schwalenberger Nebenlinie rund um die Burgen Alt- und Neu-Sternberg die kleine Grafschaft Sternberg errichten, zu der Teile der heutigen Gemeinde gehörten. Die Edelherren von Lippe wurden unter diesem Namen erstmals 1123 urkundlich genannt und bauten in der Folge ihre Landesherrschaft auf. Sie erwarben zwischen 1332 und 1358 große Gebiete der Grafschaft Schwalenberg und dehnten durch Erwerb von Varenholz und Langenholzhausen ihren Besitz nordwärts bis an die Weser aus.
Die Hillentruper Kirche wurde in der ersten Hälfte des 15. Jahrhunderts, wahrscheinlich während der Sternberger Fehde von 1424, durch „Raub und Brand“ zerstört. Das Hostienbehältnis überstand dieses Unglück jedoch unbeschadet. Das unbedeutende Kirchdorf entwickelte sich zu einer regional bedeutenden Wallfahrtsstätte. Für die Wallfahrer wurde eine Schankwirtschaft eingerichtet. Dieser seit dem 15. Jahrhundert bestehende Krug auf dem Kirchhof in Hillentrup gehört zu den ältesten nachweisbaren Krügen in Lippe.
Das Dorf Wendlinghausen wurde erstmals im Jahr 1227 urkundlich erwähnt. Die erste urkundliche Erwähnung von Hillentrup befindet sich im Güterverzeichnis des Mindener Domkapitels von ca. 1260. In der Mitte des 16. Jahrhunderts entstand das Gut Wendlinghausen, dessen Eigentümer damals Antonius von der Lippe, ein Sohn Bernhards VII., war. Zu Beginn des 17. Jahrhunderts kam es in den Besitz von Hilmar von Münchhausen, der das Wasserschloss Wendlinghausen von 1613 bis 1615 errichten ließ. Das Schloss gehört zu den schönsten Gebäuden aus der Stilepoche der Weserrenaissance. 1731 wurde es an die Adelsfamilie von Reden verkauft und befindet sich seit fast 300 Jahren in deren Besitz.
Schwelentrup wurde 1151 zum ersten Mal als Suitherdincthorpe erwähnt.

### Reformation und Dreißigjähriger Krieg

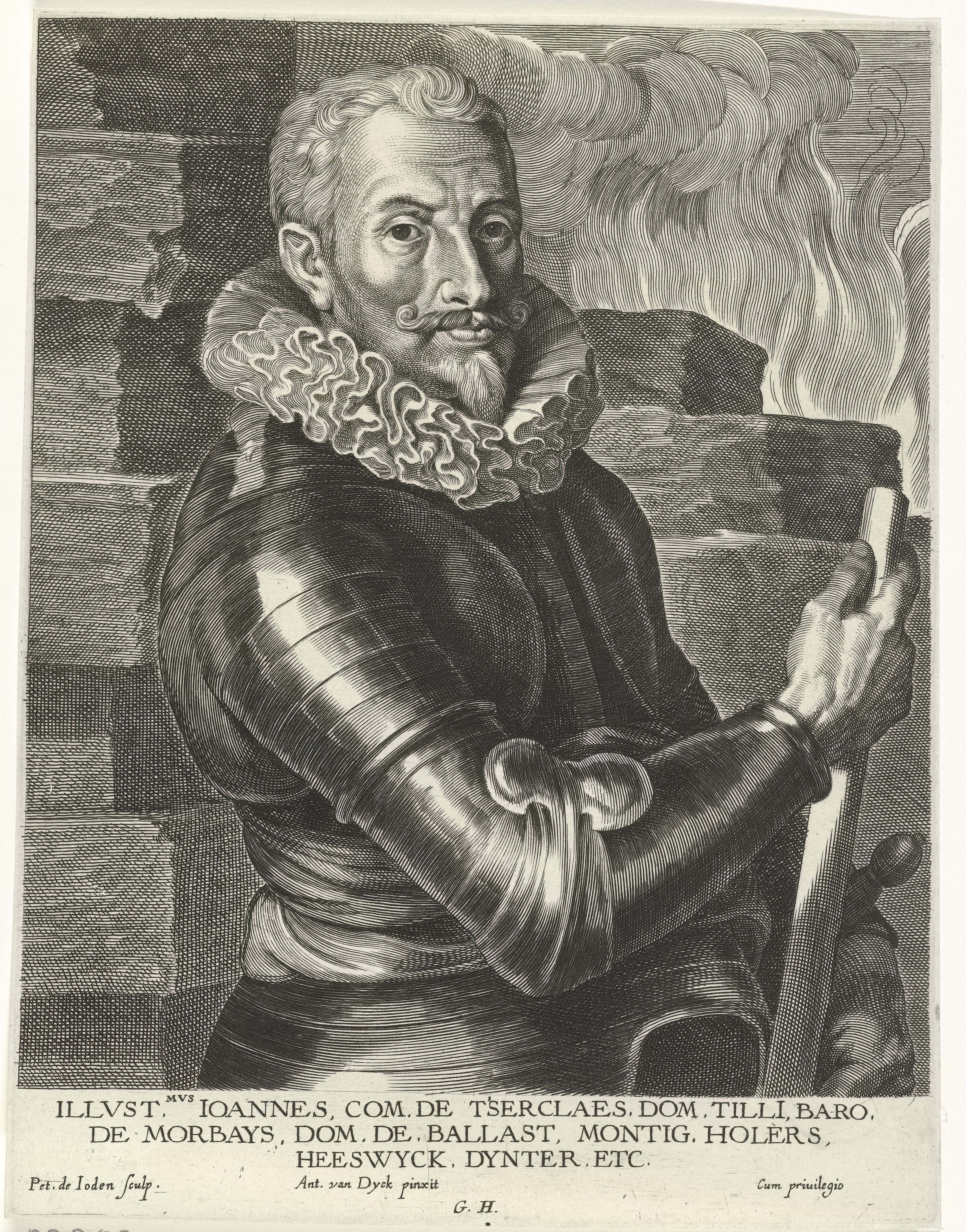
Graf von Tilly

In den 1520er Jahren übernahm die Lemgoer Bevölkerung das lutherische Bekenntnis und wurde damit zum Zentrum der Reformation in Lippe. 1538 wurde die neue lutherische, nach hessischem Vorbild gestaltete Kirchenverfassung verabschiedet und in ganz Lippe eingeführt. Graf Simon VI. setzte um 1600 in der Grafschaft den Calvinismus durch, nur Lemgo widerstand erfolgreich dem landesherrlichen Kirchenregiment und blieb lutherisch. Die ländlichen Gemeinden im Gebiet des heutigen Dörentrup übernahmen das reformierte Bekenntnis. Das bedeutete unter anderem strenge Regeln, die sich gegen „Aufwand und Prunk, ausschweifende Feiern und Saufgelage, sowie Entheiligung der Sonn- und Feiertage“ richteten. Regelmäßiger Kirchgang wurde zur Pflicht. Im Mittelalter und zu Beginn der Neuzeit hatten die Kirchspiele Bega und Hillentrup eine gewisse Bedeutung als Mittelpunktgemeinden. Sie besaßen Kirchen und sonstige Einrichtungen und zogen die Bewohner der zum Teil sehr kleinen Gemeinden in der Umgebung an.
Simon VI. gab 1571 im Rahmen einer Kirchenverordnung einen Erlass heraus, nach dem in allen Flecken, Dörfern und Orten der Grafschaft Schulen einzurichten waren. Damit war das Schulwesen bis ins 18. Jahrhundert eine Domäne der Kirche. Die Verordnung wurde allerdings nur sporadisch umgesetzt, denn viele Eltern schickten ihre Kinder, die zum Viehhüten und zur Feldarbeit benötigt wurden, selten oder gar nicht zur Schule. In den Dörfern um Dörentrup wurden Schulen in den Küstereien eingerichtet, bevor im 18. Jahrhundert in einigen Orten, wie Bega, Hillentrup und Humfeld, Schulbauten errichtet wurden.
Im Dreißigjährigen Krieg (1618–1648) erlebte Lippe wiederholt Durchmärsche fremder Truppen, so das Heer des protestantischen Heerführers Christian von Braunschweig und die seines Gegners Graf von Tilly. Obwohl sich Lippe als neutral erklärt hatte, musste der lippische Graf Simon Ludwig sogenannte Kontributionen von der Bevölkerung eintreiben lassen. Dabei handelte es sich um Zwangsabgaben zur Finanzierung und Versorgung des Militärs. Im Verlauf des Krieges wurden die Repressalien der Bevölkerung durch die kriegführenden Parteien immer schlimmer und es kam zu Morden, Plünderungen und Brandschatzungen. Nach Ende des Krieges 1648 blieb die Kontribution bestehen und wurde in eine reguläre Steuer umgewandelt, um die aufwändige gräfliche Hofhaltung zu finanzieren.

### Neuzeit und Industrialisierung

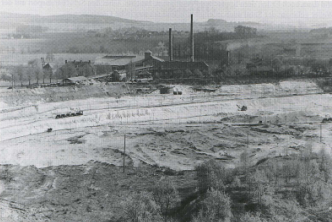
Dörentruper Sandgrube, Quarzsand-Abbau vor 1955

1808 verkündete Fürstin Pauline die Aufhebung der Leibeigenschaft. Eine Verbesserung der Lebenssituation der Betroffenen trat allerdings nicht ein, weil die grundherrlichen Abgaben und Dienstpflichten belastender waren als die Leibeigenschaft selbst.
In den Gemeinden Dörentrups stagnierte die wirtschaftliche Entwicklung und sie blieben über Jahrhunderte hinweg kleine Bauerndörfer, in denen es als einzige Verdienstmöglichkeit die Landwirtschaft und etwas Handwerk gab. Diese Situation änderte sich erst nach dem Bau der Eisenbahnlinie 1896 von Bielefeld über Lage und Lemgo nach Hameln.
Im frühen 19. Jahrhundert entwickelten sich im Raum Dörentrup sogenannte Feldbrandziegeleien, die den dort vorkommenden Lösslehm abbauten und verarbeiteten. Darüber hinaus wurde Silbersand nördlich der Humfelder Chaussee entdeckt und abgebaut. Dieser Sand fand zunächst eine private Nutzung, indem er auf die Holzfußböden der Wohnstuben gestreut wurde. Später kam die industrielle Verwertung in der Glasherstellung hinzu, die den chemisch reinen Silbersand mit einem Anteil von rund 98,8 Prozent Kieselsäure bevorzugte. Die Vorkommen im Raum Dörentrup gehörten zu den hochwertigsten Quarzsandlagerstätten Europas. Eine weitere Nutzung des Sandes in kleinerem Umfang war die Sandkultur. Der über dem Sand liegende Lehm wurde als Abraum gelagert und durch eine später errichtete Ziegelei südlich der Humfelder Chaussee verwertet.
Aufgrund der besseren Verkehrsanbindung durch die Eisenbahn und die Bundesstraße 66 wurde auch die Entwicklung weiterer Industriebetriebe positiv beeinflusst. In Humfeld siedelte sich eine vielseitige Möbelindustrie an, deren Blütezeit zwischen 1950 und 1975 lag. Daneben kam es zum Anstieg des Fremdenverkehrs, der sich zu einem wichtigen Wirtschaftsfaktor entwickelte. Trotzdem blieb das Arbeitsplatzangebot in der Gemeinde Dörentrup unzureichend. Dies wird durch die große Zahl von rund 2800 Auspendlern verdeutlicht, denen lediglich 471 Einpendler gegenüberstehen. Die meisten Auspendler haben ihren Ausbildungs- oder Arbeitsplatz in Lemgo, Barntrup oder Detmold.

### Etymologie
Das relativ zentral in der Gemeinde liegende Dörentrup wurde als größter Ort als Namensgeber der 1969 gegründeten Großgemeinde gewählt. Etymologisch besteht der Ortsname aus den Bestandteilen Dören und -trup. Die Silbe -trup bedeutet Dorf und findet sich in Namen vieler lippischer Orte und auch in drei Ortsteilnamen Dörentrups. Für den ersten Wortbestandteil Dören gibt es unterschiedliche Deutungen. So kann Dören Dornen bedeuten. Der Ortsname bedeutet demzufolge Dornendorf oder Dorf in den Dornen. Andere Deutungen leiten Dören von Dören ab, dem niederdeutschen Wort für Tür. In Ostwestfalen-Lippe werden als Dören vor allem Geländeeinschnitte oder Gebirgsübergänge bezeichnet und so findet sich das Wort oft in geographischen Namen, unter anderem im Dörenberg, der nahe Dörentrup liegt. Dörentrup würde dann die Lage an einem Durchgang, in einem Tal oder an einem Pass beschreiben, was angesichts der Ortslage in einem Bachtal zwischen Amelungsburg und Dörenberg nicht abwegig erscheint.
In der neuesten Forschung (Westfälisches Ortsnamenbuch) wird neben der Dornen-Deutung auch ein Personenname in Betracht gezogen, der mit dem heutigen Familiennamen Döring verbunden ist und auf die Volksbezeichnung Thüringer weist.

### Religionen

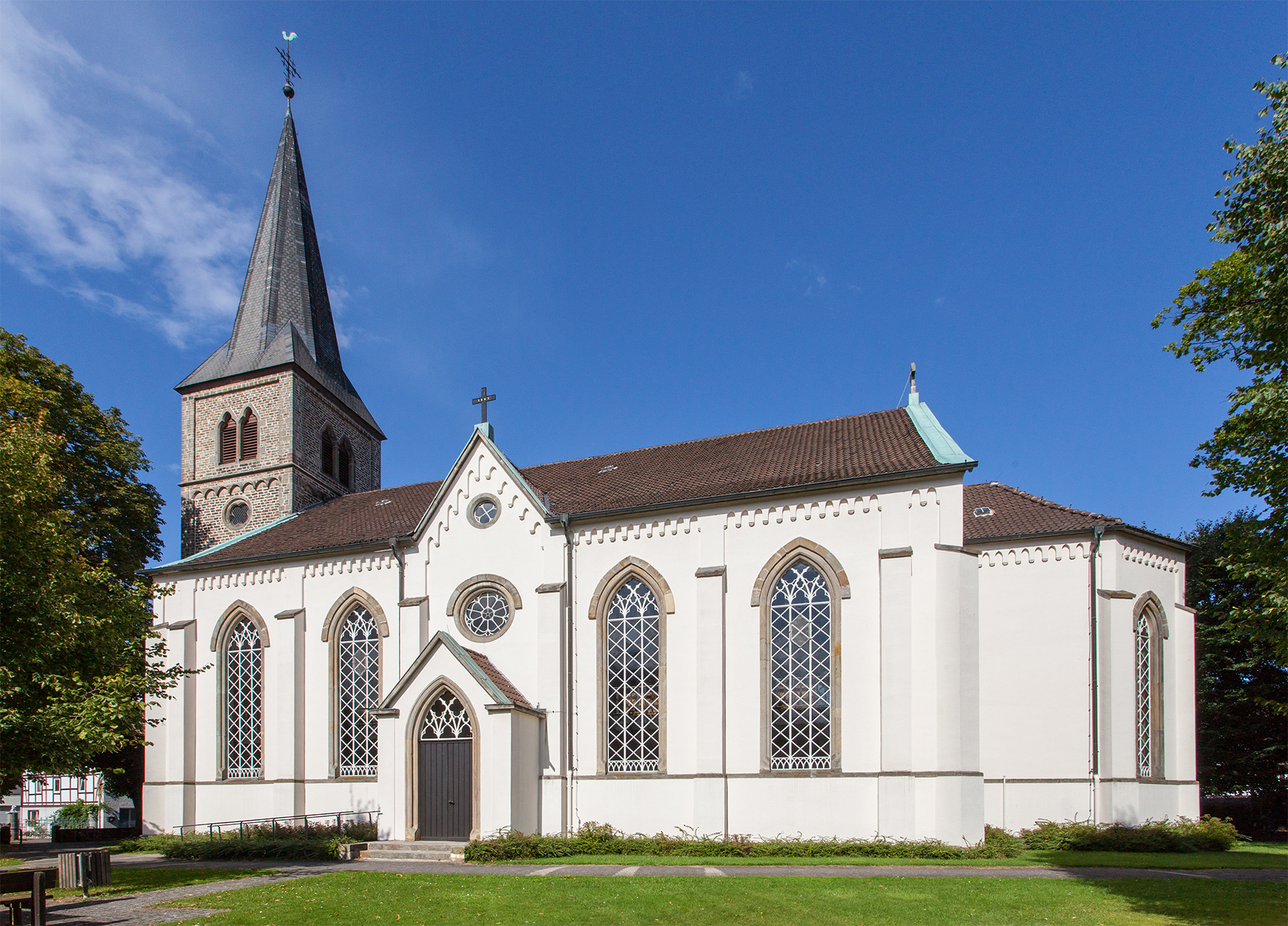
Evangelisch-reformierte Kirche in Bega

Die Mehrheit der Bevölkerung in Dörentrup ist evangelisch-reformiert. Schon zehn Jahre nach Luthers Thesenanschlag am 4. September 1517 verbreitete sich in Lippe die neue Lehre. Im Jahr 1538 wurde die lutherische Kirchenordnung nach hessischem Vorbild auf dem Landtag zu Cappel für die Grafschaft Lippe angenommen. 1605 trat Graf Simon VI. offiziell zum evangelisch-reformierten Bekenntnis über, sodass in Lippe nach dem Prinzip cuius regio, eius religio der Wechsel vom lutherischen zum reformierten Bekenntnis durchgeführt wurde. In Dörentrup gibt es drei evangelisch-reformierte Kirchengemeinden in Bega, Hillentrup und Spork-Wendlinghausen. Die evangelisch-reformierten Kirchengemeinden sind der Klasse Bösingfeld der Lippischen Landeskirche zugeordnet.
Katholische Gläubige hielten ihre Gottesdienste in der 2003 abgebrochenen Kirche Kostbares Blut Christi, einer Filialkirche der Heilig-Geist-Gemeinde in Lemgo im Pastoralverbund Lemgo-Nordlippe des Dekanats Bielefeld-Lippe im Erzbistum Paderborn. Heute gehören sie wieder zu Lemgo.
Ein Indiz für die heutige Verteilung der Religionen kann die konfessionelle Zugehörigkeit der Schüler in Dörentrup sein. Demnach gaben im Schuljahr 2006/2007 79,4 % der Schüler evangelisch, 5,4 % katholisch und 0,5 % islamisch als Religionszugehörigkeit an. 3,3 % gaben eine andere Religionszugehörigkeit und 11,3 % keine Konfession an.

### Eingemeindungen
Mit dem Gesetz zur Neugliederung des Landkreises Lemgo (Lemgo-Gesetz) wurden zum 1. Januar 1969 die Gemeinden Bega, Hillentrup, Humfeld, Schwelentrup und Wendlinghausen zur neuen Gemeinde Dörentrup zusammengeschlossen. Aus den Gemeinden Bega und Humfeld wurden Teilgebiete nach Barntrup eingegliedert.
Seit dem 1. Januar 1973 gehört die Gemeinde zum neuen Kreis Lippe, der auf Basis des Bielefeld-Gesetzes die ehemaligen Kreise Lemgo und Detmold vereinte.

### Einwohnerentwicklung
Die folgende Übersicht zeigt die Einwohnerzahlen der Gemeinde Dörentrup. Bei den Zahlen handelt es sich ab 1975 um amtliche Fortschreibungen des Landesbetriebes für Information und Technik Nordrhein-Westfalen. Die Zahlen von 1975 bis 1985 sind geschätzte Werte, die Angabe für 1987 beruht auf einer Volkszählung und die Zahlen ab 1990 sind Fortschreibungen auf Basis der Ergebnisse der Volkszählung von 1987, ab 2012 Fortschreibungen auf Basis des Zensus 2011. Die Angaben beziehen sich auf die Wohnbevölkerung und ab 1985 auf die Bevölkerung am Ort der Hauptwohnung.
| Jahr | Einwohner |
| ---- | --------- |
| 1975 | 8.266     |
| 1980 | 8.116     |
| 1985 | 7.938     |
| 1987 | 7.799     |
| 1990 | 8.226     |
| 1995 | 8.587     |

| Jahr | Einwohner |
| ---- | --------- |
| 2000 | 8.804     |
| 2005 | 8.610     |
| 2009 | 8.304     |
| 2012 | 8.084     |
| 2022 | 7.660     |

Bevölkerungsentwicklung in Dörentrup seit 1975

Der Ausländeranteil liegt bei 2,13 % und damit deutlich unter dem Bundesdurchschnitt.
Laut Bevölkerungsprognose der Bertelsmann Stiftung wird die Bevölkerung von Dörentrup gegenüber dem Jahr 2012 bis 2030 um etwa 12,4 % abnehmen.
Die Erhebungen im Rahmen des Programmes ILEK weisen für die Region Nordlippe eine Bevölkerungsdichte von 157 Einwohnern pro Quadratkilometer mit starkem Gefälle zu den oberstadtfernen Regionen im östlichen Teil aus. Damit liegt die Bevölkerungsdichte der Region weit unter dem Durchschnitt Nordrhein-Westfalens von 530 Einwohnern pro Quadratkilometer. Die Region kann deshalb als dünn besiedelt bezeichnet werden.

### Ortsname
Folgende Schreibweisen sind belegt: Thornigthorpe (1151), Dorentorp (1424), Dorentorpp (1478), Dorentrup (1488 im Landschatzregister und 1618), Dorentorpe (1497, im Landschatzregister), Dorentrop (1535), Dorentrupp (1572), Dorntrup (1590, im Landschatzregister) sowie Dörentrup (um 1758).

## Politik

### Bürgermeister
Zum Bürgermeister von Dörentrup gewählt wurde 2020 Friso Veldink (CDU) in der Stichwahl mit 54,26 Prozent der Stimmen. Sein Vorgänger war Friedrich Ehlert (CDU). Er wurde am 25. Mai 2014 mit 65,34 % der gültigen Stimmen wiedergewählt, nachdem er bereits am 30. August 2009 mit 61,77 %, am 26. September 2004 mit 56,0 % am 12. September 1999 mit 57,2 % der gültigen Stimmen gewählt worden war. Ehlert war der erste hauptamtliche Bürgermeister der Gemeinde.
Vor der Etablierung des hauptamtlichen Bürgermeisteramtes in Dörentrup waren folgende Personen als ehrenamtliche Bürgermeister tätig:
| Jahr      | Bürgermeister            |
| --------- | ------------------------ |
| 1969–1975 | Karl Vieregge (SPD)      |
| 1975–1984 | Dankward von Reden (CDU) |
| 1984–1994 | Fritz Brüggemann (SPD)   |
| 1994–2020 | Friedrich Ehlert (CDU)   |
| seit 2020 | Friso Veldink (CDU)      |

### Gemeinderat
- Grüne: 6
- SPD: 7
- FDP: 2
- CDU: 13

Der Gemeinderat von Dörentrup setzt sich aus 28 Mitgliedern zusammen. Hinzu kommt als Vorsitzender der Bürgermeister, der ein eingeschränktes Stimmrecht besitzt. Die folgende Tabelle zeigt die Kommunalwahlergebnisse und Sitzverteilung der Ratsmitglieder seit 1975:
| Rat der Gemeinde Dörentrup: Wähleranteil und Gemeinderäte seit 1975                                                                                      | Rat der Gemeinde Dörentrup: Wähleranteil und Gemeinderäte seit 1975 | Rat der Gemeinde Dörentrup: Wähleranteil und Gemeinderäte seit 1975 | Rat der Gemeinde Dörentrup: Wähleranteil und Gemeinderäte seit 1975 | Rat der Gemeinde Dörentrup: Wähleranteil und Gemeinderäte seit 1975 | Rat der Gemeinde Dörentrup: Wähleranteil und Gemeinderäte seit 1975 | Rat der Gemeinde Dörentrup: Wähleranteil und Gemeinderäte seit 1975 | Rat der Gemeinde Dörentrup: Wähleranteil und Gemeinderäte seit 1975 | Rat der Gemeinde Dörentrup: Wähleranteil und Gemeinderäte seit 1975 | Rat der Gemeinde Dörentrup: Wähleranteil und Gemeinderäte seit 1975 | Rat der Gemeinde Dörentrup: Wähleranteil und Gemeinderäte seit 1975 | Rat der Gemeinde Dörentrup: Wähleranteil und Gemeinderäte seit 1975 |
| --- | ------------------------------------------------------------------- | ------------------------------------------------------------------- | ------------------------------------------------------------------- | ------------------------------------------------------------------- | ------------------------------------------------------------------- | ------------------------------------------------------------------- | ------------------------------------------------------------------- | ------------------------------------------------------------------- | ------------------------------------------------------------------- | ------------------------------------------------------------------- | ------------------------------------------------------------------- |
| | CDU Nordrhein-Westfalen                                             | CDU Nordrhein-Westfalen                                             | SPD Nordrhein-Westfalen                                             | SPD Nordrhein-Westfalen                                             | FDP Nordrhein-Westfalen                                             | FDP Nordrhein-Westfalen                                             | Bündnis 90/Die Grünen                                               | Bündnis 90/Die Grünen                                               | Gesamt                                                              | Gesamt                                                              | Wahl- beteiligung                                                   |
| Wahlperiode | %                                                                   | ¹                                                                   | %                                                                   | Mandate                                                             | %                                                                   | Mandate                                                             | %                                                                   | Mandate                                                             | %                                                                   | ²                                                                   | %                                                                   |
| 1975–1979 | 36,08                                                               | 12                                                                  | 44,11                                                               | 15                                                                  | 19,81                                                               | 6                                                                   | –                                                                   | –                                                                   | 100                                                                 | 33                                                                  | 87,89                                                               |
| 1979–1984 | 37,49                                                               | 12                                                                  | 46,02                                                               | 15                                                                  | 16,49                                                               | 6                                                                   | –                                                                   | –                                                                   | 100                                                                 | 33                                                                  | 79,28                                                               |
| 1984–1989 | 35,63                                                               | 12                                                                  | 41,85                                                               | 14                                                                  | 13,31                                                               | 4                                                                   | 09,22                                                               | 3                                                                   | 100                                                                 | 33                                                                  | 74,73                                                               |
| 1989–1994 | 29,59                                                               | 08                                                                  | 52,73                                                               | 14                                                                  | 17,68                                                               | 5                                                                   | –                                                                   | –                                                                   | 100                                                                 | 27                                                                  | 72,20                                                               |
| 1994–1999 | 34,55                                                               | 09                                                                  | 45,98                                                               | 13                                                                  | 09,05                                                               | 2                                                                   | 10,42                                                               | 3                                                                   | 100                                                                 | 26                                                                  | 81,96                                                               |
| 1999–2004 | 44,21                                                               | 12                                                                  | 39,22                                                               | 11                                                                  | 09,94                                                               | 3                                                                   | 06,63                                                               | 2                                                                   | 100                                                                 | 28                                                                  | 61,71                                                               |
| 2004–2009 | 43,39                                                               | 11                                                                  | 36,57                                                               | 10                                                                  | 10,74                                                               | 3                                                                   | 09,30                                                               | 2                                                                   | 100                                                                 | 26                                                                  | 56,99                                                               |
| 2009–2014 | 38,30                                                               | 10                                                                  | 31,26                                                               | 08                                                                  | 17,84                                                               | 5                                                                   | 12,61                                                               | 3                                                                   | 100                                                                 | 26                                                                  | 56,26                                                               |
| 2014–2020 | 43,48                                                               | 11                                                                  | 34,26                                                               | 09                                                                  | 08,86                                                               | 2                                                                   | 13,40                                                               | 4                                                                   | 100                                                                 | 26                                                                  | 54,80                                                               |
| 2020–2025 | 46,60                                                               | 13                                                                  | 25,29                                                               | 07                                                                  | 07,79                                                               | 2                                                                   | 20,32                                                               | 6                                                                   | 100                                                                 | 28                                                                  | 59,41                                                               |
| ¹ = Mandate; ² = Sitze im Rat. Quellen: Landesdatenbank NRW; Landesbetrieb Information und Technik NRW; Kommunales Rechenzentrum Minden-Ravensberg/Lippe |                                                                     |                                                                     |                                                                     |                                                                     |                                                                     |                                                                     |                                                                     |                                                                     |                                                                     |                                                                     |                                                                     |

### Weitere Wahlergebnisse
Dörentrup gehört zusammen mit den lippischen Städten bzw. Gemeinden Barntrup, Blomberg, Extertal, Kalletal, Lemgo und Lügde dem Landtagswahlkreis Lippe II an. Bei der Landtagswahl 2017 hat das Direktmandat des Wahlkreises Jürgen Berghahn (SPD) erhalten.
Bei der Bundestagswahl 2021 hat das Direktmandat des Wahlkreises Bundestagswahlkreis Lippe I, zu dem auch Dörentrup gehört, Jürgen Berghahn (SPD) mit 30,7 % der Stimmen erhalten.
| Weitere Wahlergebnisse             | Weitere Wahlergebnisse | Weitere Wahlergebnisse | Weitere Wahlergebnisse | Weitere Wahlergebnisse | Weitere Wahlergebnisse | Weitere Wahlergebnisse |
| Wahl                               | CDU                    | SPD                    | Grüne                  | FDP                    | Die Linke              | Sonstige               |
| ---------------------------------- | ---------------------- | ---------------------- | ---------------------- | ---------------------- | ---------------------- | ---------------------- |
| Landtagswahl 2010, Zweitstimmen    | 27,4 %                 | 44,2 %                 | 09,2 %                 | 07,3 %                 | 5,4 %                  | 06,5 %                 |
| Landesschnitt                      | 34,6 %                 | 34,5 %                 | 12,1 %                 | 06,7 %                 | 5,6 %                  | 06,5 %                 |
| Landtagswahl 2005                  | 38,6 %                 | 43,7 %                 | 04,7 %                 | 06,3 %                 |                        | 06,8 %                 |
| Landesschnitt                      | 44,8 %                 | 37,1 %                 | 06,2 %                 | 06,2 %                 |                        | 05,7 %                 |
| Europawahl 2009                    | 31,8 %                 | 33,1 %                 | 10,9 %                 | 13,2 %                 |                        | 11,0 %                 |
| Landesschnitt                      | 38,0 %                 | 25,6 %                 | 12,5 %                 | 12,3 %                 |                        | 11,5 %                 |
| Bundestagswahl 2009 (Zweitstimmen) | 30,0 %                 | 36,1 %                 | 08,2 %                 | 13,1 %                 |                        | 12,6 %                 |
| Landesschnitt                      | 33,1 %                 | 28,5 %                 | 10,1 %                 | 14,9 %                 |                        | 13,4 %                 |

### Wappen, Flagge und Banner
| Banner, Wappen und Hissflagge |  |
|                               |  |
|                               |  |

Mit Urkunde des Regierungspräsidenten in Detmold vom 30. April 1973 ist der Gemeinde Dörentrup das Recht zur Führung eines Wappens, einer Flagge, eines Banners und eines Dienstsiegels verliehen worden.
| Blasonierung In blau ein goldener (gelber) Schräglinksbalken, belegt mit einem grünen Dornenzweig mit fünf Dornen. Beschreibung Da sich der Namensbestandteil Dören mit Dornen übersetzen lässt, wurde das redende Wappen bei Gründung der Gemeinde mit einem Dornenzweig belegt. Die fünf Dornen deuten auf die fünf Ortsteile von Dörentrup hin. Die Wappenfarben Blau und Gelb, aus denen sich auch die Gemeindeflagge zusammensetzt, wurden anscheinend beliebig gewählt. |

### Gemeindepartnerschaft
Seit April 1986 ist Bayerisch Eisenstein im Landkreis Regen in Bayern die Partnergemeinde von Dörentrup. Die Musikfreunde Schwelentrup e. V. gaben gemeinsam mit einer Kapelle aus Bayerisch Eisenstein ein Konzert beim ehemaligen Touristikunternehmen Niebäumer. So entstanden die ersten Kontakte, die zur Partnerschaft führten. Sie wird vorrangig von den Musikern der beiden Gemeinden durch gegenseitige Besuche gepflegt.

## Kultur und Sehenswürdigkeiten

### Musik und Theater
Im Schloss und Schlosspark Wendlinghausen finden regelmäßig Konzerte und Musikwettbewerbe statt.
Die Blaskapelle Humfeld hat etwa 35 Mitglieder. Das Blasorchester Musikfreunde Schwelentrup besteht aus über 45 Musikerinnen und Musikern. Der Posaunenchor Hillentrup-Spork ist 25 Mitglieder stark.
Das nächstgelegene Schauspielhaus ist das Landestheater Detmold.

### Bauwerke

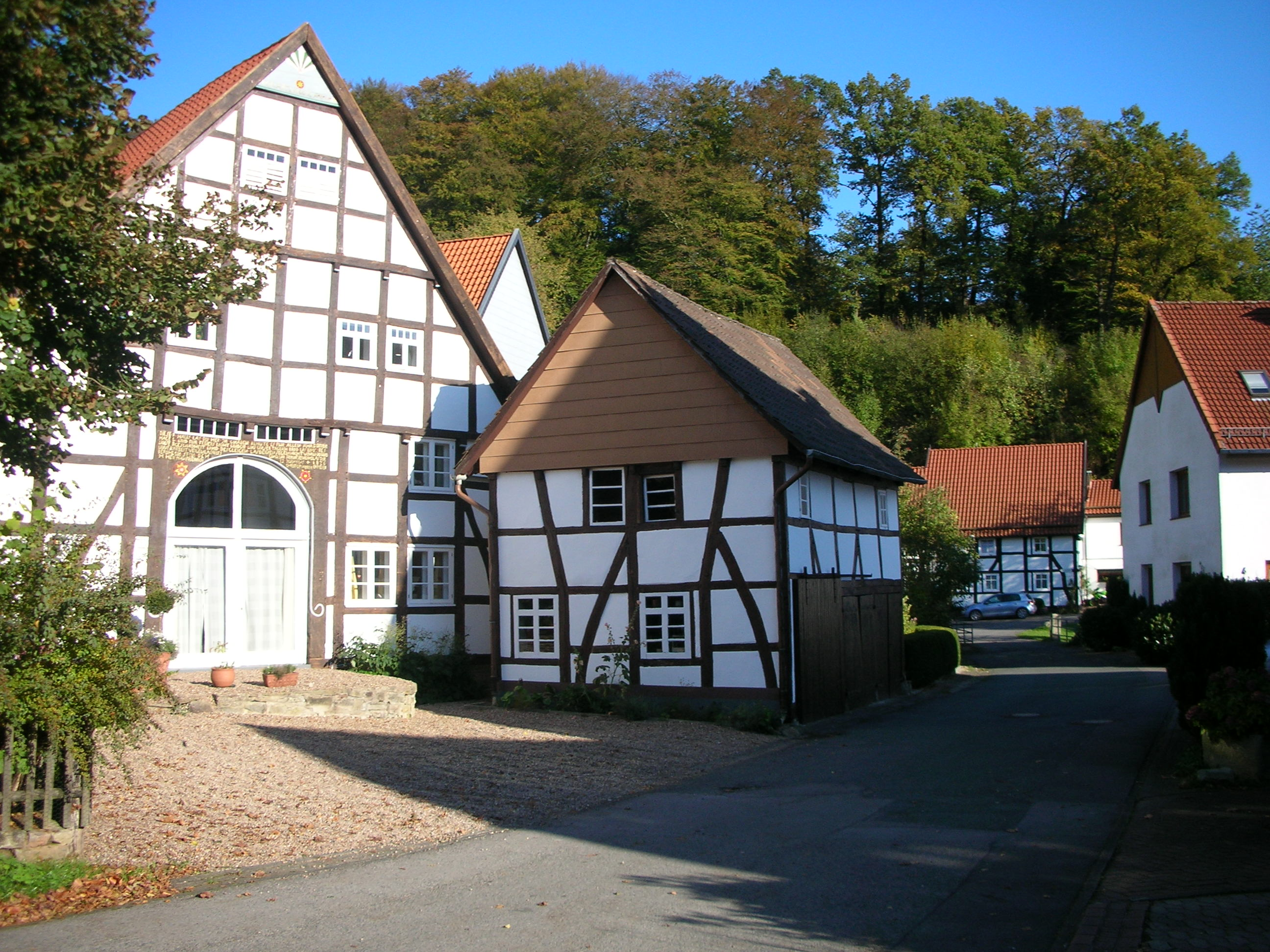
Blick in die Papenstraße von Hillentrup

Das Schloss Wendlinghausen steht im gleichnamigen Ortsteil. Hilmar der Jüngere von Münchhausen ließ es von 1613 bis 1616, vermutlich von Eberhard Wilkening, im Stil der Spätrenaissance erbauen. Das Schloss ist zweigeschossig und rechteckig. Die vordere Front endet linksseitig mit einem Treppenturm, weshalb man annimmt, dass der Anbau eines zweiten Flügels geplant war.
Die Burgruine der Burg Alt-Sternberg, deren Errichtung auf das 9.–11. Jahrhundert zurückgeht und von der nur noch Mauerreste und Erdwälle vorhanden sind, liegt im Ortsteil Schwelentrup, 1,5 Kilometer nordwestlich der in der Nachbargemeinde Extertal gelegenen Burg Sternberg. Alt-Sternberg auf einem Sporn des Mühlingsbergs wurde wohl noch einige Zeit parallel zur neuen Burganlage genutzt. Die Burgen sind Ausgangspunkt der frühmittelalterlichen Grafschaft Sternberg, die im 13. Jahrhundert Nebenland der Grafschaft Schwalenberg war.
Auf dem Piepenkopf gibt es Reste einer Fliehburg aus der La-Tène-Zeit. Auf dem benachbarten Berg Amelungsburg gab es vermutlich eine zugehörige Warte.

### Parks
Der Kurpark Schwelentrup ist ein rund 4 ha großer Kurpark, der 1951 für den Erholungsort Schwelentrup in einem Bachtal angelegt wurde. Er umfasst offene Grünflächen, kleine Gehölzgruppen und mehrere Teiche entlang eines kleinen Baches. Im Kurpark befinden sich ein Konzertpavillon.
In den 1970er Jahren wurde der Landschaftspark Hillentrup auf dem Gelände eines ehemaligen Tonabbaugebietes als Erholungspark angelegt. Charakteristisch ist die Lage rund um eine geflutete Tongrube (Pottkule), die als naturnahes Stillgewässer mit Bachlauf rekultiviert und mit Gehölzen und Wiesenbereichen umgeben wurde.
Der Schlosspark Wendlinghausen ist der historische Landschaftspark beim Schloss Wendlinghausen. Der rund 2 ha große Park geht auf eine Eichenpflanzung rund um mehrere Teiche im 18. Jahrhundert zurück. Im 19. Jahrhundert wurde beim Schloss ein Familienbegräbnis angelegt. Der botanisch interessierte Schlossherr Ernst von Reden baute das Gebiet zu einem Park aus. Der preußische Gartenbauinspektor Paul Lässig gestaltete den Park nach 1918 im Auftrag der Schlossherrn um und erweiterte ihn. Damals wurde auch das Wegenetz angelegt. Der gut gepflegte Park ist weitgehend im historischen Zustand erhalten. Besonders die exotischen Solitärbäume, darunter ein fast zweihundert Jahre alter Tulpenbaum, eine Flügelnuss, eine japanische Kobushi-Magnolie und mehrere Riesen-Lebensbäume sowie Sapindusfichten, sind von besonderer Bedeutung. Regelmäßig finden im Park Skulpturenausstellungen statt.

### Naturschutzgebiete
Dörentrup liegt im Naturpark Teutoburger Wald / Eggegebirge. Entlang eines 25 Kilometer langen Abschnitts der Bega liegt in vier lippischen Gemeinden das rund 500 ha große Naturschutzgebiet Begatal. Geschützt wird die artenreiche Tier- und Pflanzenwelt in den Aubereichen und in begleitenden Gehölzen. Zu den besonders seltenen Tierarten zählen die Wasseramsel, der Eisvogel, der Schwarzspecht sowie 17 verschiedene Fischarten, darunter die Groppe und das Bachneunauge. Es handelt sich um ein Gebiet von internationaler Bedeutung für den Biotop- und Artenschutz und gehört als Fauna-Flora-Habitat-Gebiet zum europäischen Netz von Schutzgebieten Natura 2000.

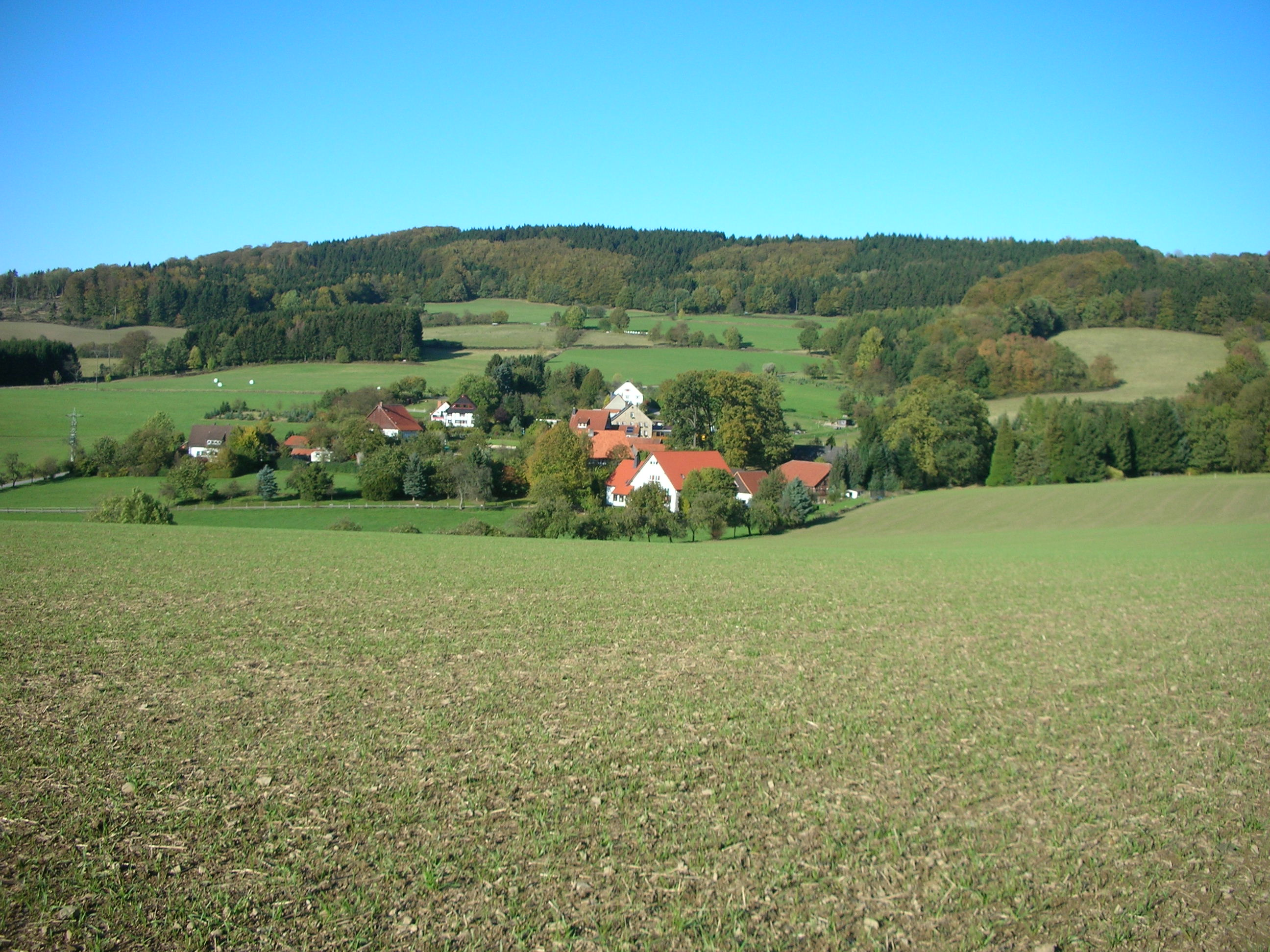
Der Steinberg mit dem Dorfkern von Alt-Schwelentrup

Der Gipfel des Steinbergs wurde zwischen 1963 und 1992 durch die NATO als Raketen- und Radarstellung genutzt. Nach der Aufgabe der Stellung wurde das Gelände zum Naturschutzgebiet erklärt, das auch die Ruine Alt-Sternberg einbezieht und sich auf 63 ha erstreckt, größtenteils Waldfläche. Die versiegelten Flächen der Raketenstellung wurden seit 1998 unter Führung des NABU weitgehend aufgebrochen und die meisten Bauwerke zurückgebaut; zusätzlich wurden kleine Gewässer angelegt. Ein Gebäude blieb als Unterschlupf für überwinternde Fledermäuse erhalten. Dieses rund 10 ha große Teilgebiet des Naturschutzgebiets ist Siedlungsraum für mehrere Eulenarten, Amphibien, die seltene Schlingnatter und Pionierpflanzen, die die ehemalige Raketenstation wiederbesiedeln.

### Museumseisenbahn

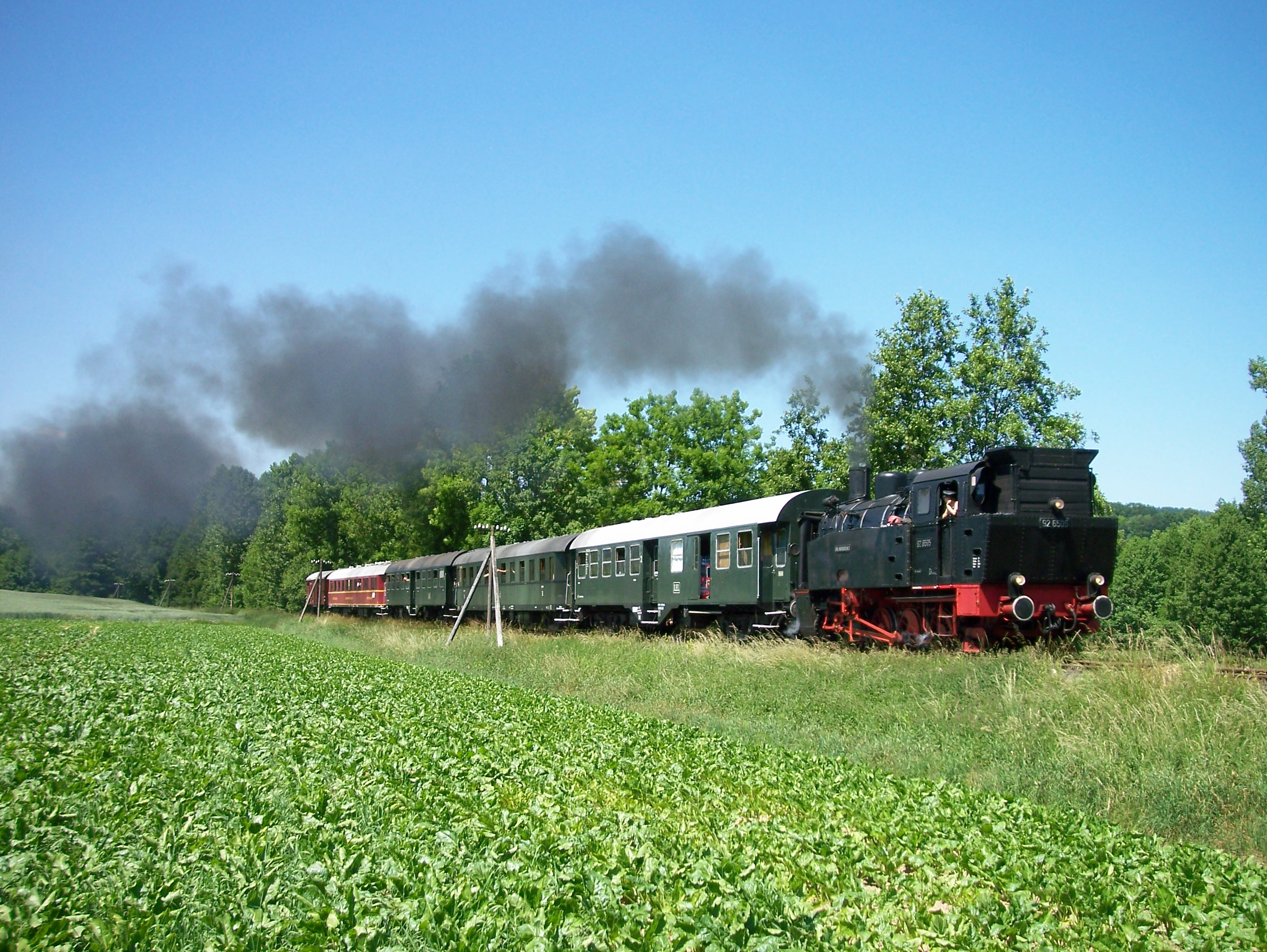
Museumseisenbahn bei Farmbeck

In den Sommermonaten wird auf der durch die Gemeinde Dörentrup verlaufenden Begatalbahn ein musealer Eisenbahnverkehr angeboten (siehe Verkehr).

### Sport
In den Ortsteilen von Dörentrup existieren fünf allgemeine Sportvereine, der TSV Hillentrup, der RSV Schwelentrup, der das Bergstadion Schwelentrup betreibt, der TUS Humfeld, der TUS Bega 09 und der TUS Spork-Wendlinghausen
Neben den Fußballclubs FC Schwelentrup-Spork-Wendlinghausen und Jugend-Spiel-Gemeinschaft Dörentrup existiert in Schwelentrup ein Schießsportverein, der KKSV Schwelentrup, in Begatal ein Kegelsportverein, in Dörentrup ein Sportfischerclub, ein Tennisclub, ein Karateverein sowie ein Reit- und Fahrverein.
Sämtliche Sportvereine gehören zum Gemeindesportverband Dörentrup.
Das Dörentruper Freibad mit eigenem Förderverein verfügt über ein Schwimmerbecken mit Sprungturm und ein Freizeitbecken mit Rutsche. Außerdem gibt es eine teilbewaldete Liegewiese.
2010 wurde rund um den Steinberg erstmals eine acht Kilometer lange Skilanglaufstrecke gespurt.

### Regelmäßige Veranstaltungen
Das Pfingst-Schlossfest findet jährlich zu Pfingsten statt. Ein weiteres Schlossfest ist jährlich am dritten Advent.
Am letzten Wochenende im November veranstaltet die Gemeinde Dörentrup einen Weihnachtsmarkt am Freibadgelände an der Mühlenstraße.

## Wirtschaft und Infrastruktur

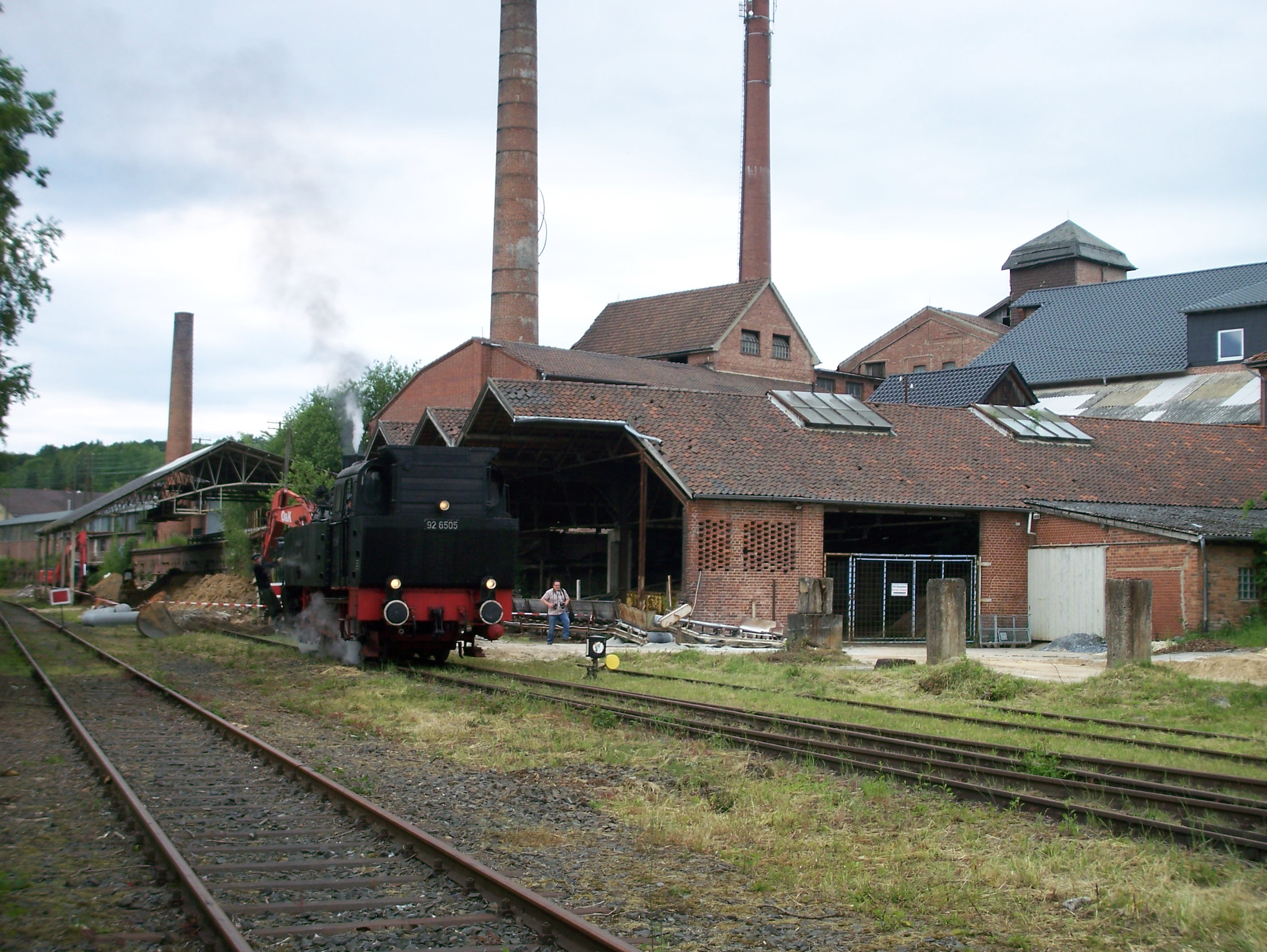
Sand- und Tonwerke Dörentrup

1897 wurde die Lippische Tonwarenfabrik (Litho) gegründet, die Ziegel, Dachpfannen und Drainageröhren produzierte. Vier Jahre später erfolgte die Gründung der Dörentruper Sand- und Thonwerke. Beiderseits der Bega wurden Tongruben erschlossen und das abgebaute Material mittels Seilbahnen zur Weiterverarbeitung geschafft. Der Lebensstandard der Bewohner des Begatals bei Dörentrup wurde durch die Ansiedlung der Ziegelei- und Tonindustrie entscheidend verbessert. In den 1930er Jahren fanden hier fast 500 Menschen aus der näheren Umgebung Arbeit. So stieg beispielsweise die Einwohnerzahl Hillentrups von rund 890 im Jahr 1880 auf etwa 1350 im Jahr 1910. 1930 kam die Schiefertongrube in der Maibolte auf Lemgoer Gebiet hinzu, von der man den Rohstoff mit einer Feldbahn in die Ziegelei brachte.
Die Firma Litho überstand in den ersten Jahren mehrere Eigentümer- und Leitungswechsel. Die Arbeitsbedingungen der Anfangsjahre waren so hart, dass Arbeiter aus Böhmen angeworben wurden, obwohl es in Lippe zu der Zeit eine große Zahl von Wanderzieglern gab. Die jüdischen Eigentümer der Fabrik wurden 1936 bei der Arisierung des Betriebes zum Verkauf gedrängt. Auch die Lippische Landesregierung unter Adolf Wedderwille versuchte, sich die Litho anzueignen, da sie Anteile an den benachbarten Dörentruper Sand- und Thonwerken hielt. Die Landesregierung unterlag letztlich in einem Prozess. In den Kriegsjahren arbeiteten 34 ukrainische Zwangsarbeiterinnen in dem Litho-Werk. Sowohl die Sand- und Thonwerke als auch die Firma Litho, zu dieser Zeit als deren Zulieferer, galten während des Krieges als Rüstungsbetriebe. Der Bahnhof von Bega wurde 1945 von Tieffliegern angegriffen. Die Rückgabe der Firma Litho an die jüdische Eigentümerfamilie erfolgte erst 1952.
Zu Beginn der 1970er Jahre waren die Vorkommen an Quarzsand und Ton erschöpft. Deshalb stellte die Lippische Tonwarenfabrik 1972 ihre Produktion ein, während die Sand- und Tonwerke ihr Rohmaterial von anderen Orten beschafften. Der Ton- und Quarzsandabbau hinterließ allerdings tiefe Spuren in der Landschaft. Eine Tongrube wurde renaturiert und bildet das Hauptgewässer eines Landschaftsparks.
Der Tourismus ist ein wichtiger Wirtschaftszweig der Gemeinde. In der Gemeinde gibt zwei Erholungsorte: Der Ortsteil Schwelentrup ist staatlich anerkannt und der Ortsteil Hillentrup ist Erholungsort. Die Übernachtungszahlen sind jedoch von 1995 bis 2005 von 46.030 auf 22.558 oder um 50,9 % zurückgegangen. Inzwischen haben sich die Zahlen stabilisiert. Im Jahr 2009 wurden rund 25.000 Übernachtungen und 6500 Gästeankünfte registriert.
In der Wirtschaftsstruktur dominiert als größter Wirtschaftszweig der Dienstleistungssektor mit insgesamt 55,8 % der Beschäftigten. Das verarbeitende Gewerbe und das Baugewerbe kommen zusammen auf rund 24 % der Beschäftigten. Im Bereich Land- und Forstwirtschaft sowie die Fischerei arbeiten immerhin 4,1 % der Beschäftigten, im Landesschnitt sind dies nur 0,9 %. Im Bereich der Gewinnung von Steinen und Erden wird kein sozialversicherungspflichtig Beschäftigter mehr ausgewiesen.
Die Gemeinde Dörentrup gehört mit den Nachbargemeinden Barntrup, Extertal und Kalletal zur Förderregion Nordlippe, die in besonderem Maße vom demographischen und wirtschaftlichen Strukturwandel im ländlichen Bereich betroffen ist. Dieser Strukturwandel soll durch die Förderprogramme LEADER und ILEK begleitet werden. Ziel ist es, die kleinen Gemeinden miteinander zu vernetzen, ein integriertes ländliches Entwicklungskonzept zu entwickeln und einen gemeinsamen Außenauftritt unter dem Namen Nordlippe zu erreichen.
Dörentrup bot im Jahr 2004 für 2873 im Ort wohnende Beschäftigte 997 Arbeitsplätze. Dörentrup hat damit daher einen sehr hohen Auspendlerüberschuss. Ziele der Pendler aus Dörentrup sind die größeren benachbarten Städte Lemgo, Detmold und Bad Salzuflen sowie in die angrenzenden Oberzentren Bielefeld und Paderborn sowie in den Raum Hameln / Bad Pyrmont.

### Unternehmen
Aus den Dörentruper Sand- und Thonwerken, deren Wurzeln bis zum Jahr 1873 zurückreichen, entstand die CB-Holding als Mutterfirma der Firmen Dörentrup Quarz, Dörentrup Feuerfest-Produkte und Dörentrup Ceramic. A. & H. Meyer stellt mit über einhundert Beschäftigten Leuchten und Büroelektrik in Dörentrup-Humfeld und in Malaysia her.
Die Remondis OWL im Ortsteil Humfeld ist eine Tochterfirma von Remondis im Bereich der Abfallsortierung. Ebenfalls in Humfeld produziert die Küfa-Bonbonfabrik.

### Verkehr

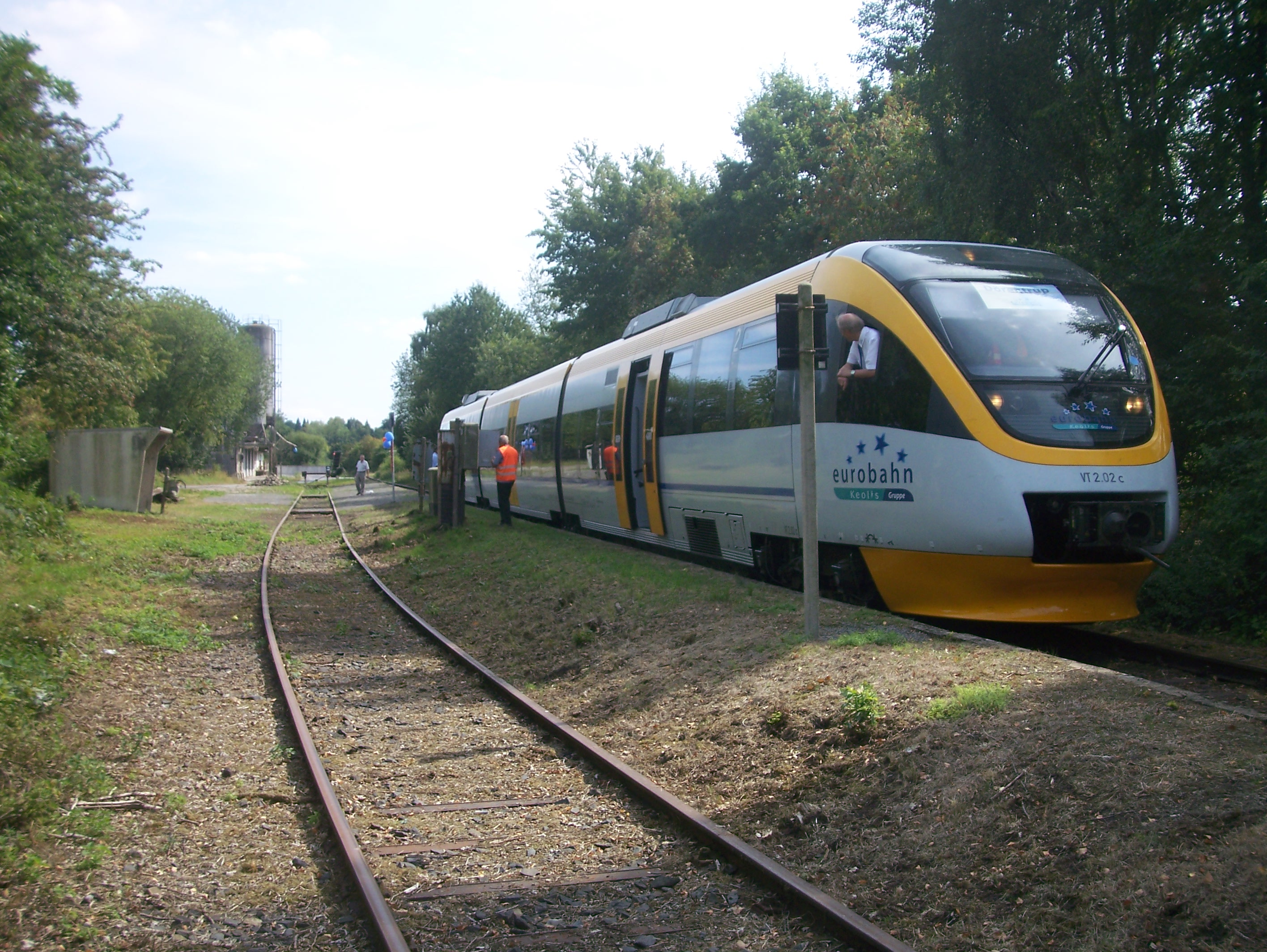
Eurobahn in Bega

Am 2. November 1896 wurde die Bahnstrecke Bielefeld–Hameln zwischen Lemgo und Hameln eröffnet, mit Bahnhöfen in Dörentrup, Farmbeck und Bega. Heute wird sie auf diesem Abschnitt Begatalbahn genannt und der Bahnhof Dörentrup in den Sommermonaten etwa im vierwöchentlichen Rhythmus mit Museumszügen der Landeseisenbahn Lippe e. V. erreicht. Gleiches gilt für die Stationen in den Ortsteilen Bega und Farmbeck (bei Humfeld).
Die Gemeinde liegt abseits der überregionalen Hauptverbindungen der Bahn. Die nächstgelegenen IC- bzw. ICE-Halte sind Bielefeld und Hannover. Im Nahverkehr werden Bad Pyrmont an der S-Bahnlinie S5 Paderborn–Hameln–Hannover Hbf–Flughafen Hannover, Lemgo an der Begatalbahn nach Bielefeld und Detmold an der Bahnstrecke Herford–Altenbeken bedient. Das Gemeindegebiet gehört zum Tarifverbund Westfalentarif (Netz „TeutoOWL“).
Dörentrup ist über die Bundesstraße 66, die das östlich von Dörentrup gelegene Barntrup mit dem westlich gelegenen Bielefeld verbindet, an das Straßenverkehrsnetz angeschlossen. Sie ist über den Autobahnanschluss 27 Bielefeld Ost mit der Autobahn A 2 verbunden.
Wochentags verkehren die Regionalbuslinien 700 Lemgo–Barntrup–Bad Pyrmont, 802 Lemgo–Bösingfeld, 920 Barntrup-Dörentrup und 921 Lemgo-Barntrup. In den Abendstunden sowie samstags und sonntags werden moderne Kleinbusse auf den Linien 800 und 900 nach Lemgo eingesetzt.
Der nächstgelegene Verkehrsflughafen ist der Flughafen Paderborn/Lippstadt in gut 70 km Entfernung.

### Medien
Die einzige Lokalzeitung, die den gesamten Kreis Lippe abdeckt, ist die Lippische Landes-Zeitung. Ende 2003 wurde die Lippische Rundschau eingestellt. Radio Lippe sendet lokale Nachrichten aus dem Kreis Lippe. Das WDR-Studio Bielefeld produziert Radio- und Fernsehbeiträge aus der gesamten Region Ostwestfalen-Lippe.

### Öffentliche Einrichtungen
Die Gemeindeverwaltung Dörentrup befindet sich im Ortsteil Hillentrup. Die Gemeinde betreibt dort auch ein Freibad.
Die Freiwillige Feuerwehr Dörentrup gliedert sich in die Löschzüge Humfeld sowie die Löschgruppen Bega, Wendlinghausen und Zentrum in Hillentrup. Seit 1968 existiert zur Nachwuchsförderung eine Jugendfeuerwehr.
Dörentrup verfügt über eine ärztliche Grundversorgung durch praktische Ärzte und Fachärzte. Die nächstgelegenen Krankenhäuser befinden sich in Lemgo und Extertal.

### Bildung
Die Gemeinde verfügt über die Grundschule Ost in Humfeld und die Grundschule West in Hillentrup sowie die Regenbogenschule Bega als Förderschule für emotionale und soziale Entwicklung des Kreises Lippe. Im Jahr 2007 wurden an diesen Schulen mit 46 Lehrkräften insgesamt 478 Schüler unterrichtet, davon 78 % an den Grundschulen und 22 % an der Förderschule.
Zusammen mit der Stadt Barntrup unterhielt die Gemeinde Dörentrup die Hauptschule im Schulverband Barntrup-Dörentrup bis 2013. In Barntrup existiert darüber hinaus ein Gymnasium, welches von einigen Dörentruper Schülern besucht wird. Zwei weitere von Dörentruper Schülern besuchte Gymnasien finden sich in Lemgo. Die nächstgelegenen Realschulen befinden sich in Extertal und Lemgo.
In der Gemeinde bestehen vier Kindertagesstätten in Bega, Hillentrup, Humfeld und Wendlinghausen. Letztere wird von der Gemeinde getragen, die übrigen trägt die evangelisch-reformierte Kirchengemeinde.
Die Volkshochschule Lemgo, die eine Zweigstelle im Dörentruper Rathaus unterhält, bietet in mehreren Veranstaltungsorten der Gemeinde Weiterbildungskurse an.

### Straßenbeleuchtung
Zwischen den Ortsteilen Hillentrup und Schwelentrup befindet sich eine Teststrecke, auf der die Straßenlaternen per SMS eingeschaltet werden können. Weltweit rief dieses Projekt Interesse hervor. Mittlerweile lassen sich über tausend Laternen in Dörentrup auf diesem Weg einschalten.

## Persönlichkeiten

### Söhne und Töchter der Gemeinde
Der lutherische Theologe und Reformator Johannes Dreyer (um 1500–1544) wurde im Ortsteil Bega geboren, trat vermutlich in Osnabrück in den Augustinerorden ein und wurde dort promoviert. Er wandte sich der Lehre Martin Luthers zu und trat ab 1524 damit in die Öffentlichkeit. Eine Predigerstelle in Braunschweig lehnte er ab. Zur Reformation in Herford verfasste er die Kirchenordnung Ordinantie kerken ampte der erliken stadt Herford. Nachdem der Augustinerkonvent in Herford sich 1532 aufgelöst hatte, blieb Dreyer noch bis 1540 dort und ging dann nach Minden.
Ebenfalls aus Bega stammt der Mediziner Conrad Thulemeyer (1625–1683). Er praktizierte zunächst in Bremen und wurde später Leibarzt von Wilhelm VI. von Hessen-Kassel.
Der Landwirt Ernst August Schlinkmeier (1881–1970) lebte in Wendlinghausen und war ab 1929 für die DNVP im Landtag Lippe. Nach dem Zweiten Weltkrieg war er bis 1947 für die CDU ebenfalls im lippischen Landtag.
Der Jurist Horst Bökemeier (1935–2015) war von 1964 bis 1967 Kreisrechtsrat in Lemgo. Danach amtierte er als Bürgermeister der Stadt Korbach, bis er 1976 für die SPD in den hessischen Landtag einzog. Dieses Mandat legte er 1989 nieder und bekleidete bis 1997 das Amt des Landrats im Landkreis Waldeck-Frankenberg.
Der Fußballspieler Reinhard Libuda (1943–1996) wurde in Wendlinghausen geboren, zog aber relativ früh nach Gelsenkirchen. Mit 17 Jahren hatte er einen Profi-Vertrag beim FC Schalke 04 und gab mit 19 Jahren sein Debüt in der Nationalmannschaft. Der Rechtsaußen-Spieler war besonders für seine Dribbelstärke bekannt. Die von Libuda adaptierten Dribbel-Tricks von Stanley Matthews brachten ihm den Spitznamen Stan ein.
Die Politikerin Jutta Dümpe-Krüger (* 5. September 1962) war die erste lippische Bundestagsabgeordnete von Bündnis 90/Die Grünen. Sie gehörte dem Parlament von 2002 bis 2005 an und war jugendpolitische Sprecherin ihrer Fraktion.

### Persönlichkeiten, die im Ort gewirkt haben
Hilmar von Münchhausen war Bauherr von Schloss Wendlinghausen. Der Baumeister Eberhard Wilkening führte den Bau von 1613 bis 1616 aus.
Friedrich Christoph von Hammerstein (1608–1685) war schwedischer Generalwachtmeister und braunschweig-lüneburgischer General. Seine militärische Laufbahn begann er als Pikenier in Holland; er kam 1629 nach Stockholm, um 1630 nach Deutschland und war am Dreißigjährigen Krieg beteiligt. 1657 erhielt er die Befehlsgewalt über die Truppen von Braunschweig-Lüneburg und wurde zwei Jahre später Generalwachtmeister. 1663 quittierte er den Dienst und verbrachte seinen Lebensabend auf Gut Oelentrup, das ihm vom Grafen von Lippe verpfändet worden war.
Ferdinand Ludwig August Merckel (1808–1893) war ein Baumeister des Historismus. Nach dem Besuch der Bauakademie in München war er ab 1832 in seiner Heimatstadt Detmold für die fürstliche Regierung und Privatleute tätig. 1872 wurde er zum Baurat ernannt und ging 1887 im Alter von 78 Jahren in den Ruhestand. Merckel wurde insbesondere durch die Kirchenbauten in Lippe und einige Privathäuser bekannt. Dazu zählen auch das Elisenstift in Humfeld und die Kirche in Bega.
Elise Henriette Merckel, geborene Meyer, (* 21. Dezember 1815; † 1857) war Stifterin des Elisenstiftes in Humfeld. Im Alter von 38 Jahren vermachte sie am 23. August 1854 in ihrem Testament 10.000 Taler zur Neugründung einer wohltätigen Anstalt für alte und gebrechliche Arme oder für bedürftige Witwen und Waisen im Amt Sternberg. Nach ihrem Tode entschied das Kuratorium am 17. Mai 1858, eine Alten- und Pflegeeinrichtung zu bauen.
Die Kinderbuchautorin und Übersetzerin Irmela Wendt (* 15. Mai 1916) wuchs zunächst in Hillentrup auf. Nach dem Besuch des Gymnasiums in Lemgo studierte sie Pädagogik, Psychologie und Germanistik in Hamburg. Sie ergriff den Beruf der Volksschullehrerin und leitete bis zur Pensionierung 1979 die Grundschule Dörentrup-West. Nach ihr ist eine Schule für Sprachbehinderte in Lage benannt.